# Хорватсько-швейцарські відносини
Хорватсько-швейцарські відносини (хорв. hrvatsko-švicarski odnosi, нім. kroatisch-schweizerische Beziehungen, фр. relations croato-suisses, італ. relazioni croato-svizzere) — історичні та поточні двосторонні відносини між Республікою Хорватія та Швейцарською Конфедерацією. Нинішні взаємини оцінюються як дуже добрі та багатогранні. 
Обидві держави входять до Шенгенської зони. Хорватія стає дедалі популярнішим місцем відпочинку для швейцарців, а у Швейцарії проживає значна хорватська громада.
Хорватія має посольство в Берні та генеральне консульство в Цюриху.
Швейцарія має посольство в Загребі та почесні консульства в Спліті і Смолянцях.

## Історія
Нинішні Швейцарія та Хорватія офіційно встановили відносини 30 січня 1992 року.
1920 року Швейцарія відкрила в Загребі генеральне консульство, яке спочатку було її дипломатичним представництвом у Королівстві Югославія, а згодом у Соціалістичній Федеративній Республіці Югославія. 
8 жовтня 1991 року колишня югославська республіка Хорватія проголосила свою незалежність. Швейцарія визнала Хорватію суверенною державою в січні 1992 року. Витоки нинішніх відмінних двосторонніх відносин убачають у гуманітарній допомозі та відбудовчих зусиллях Швейцарії під час та після війни в Хорватії. Швейцарія була однією з перших держав, яка відкрила посольство в Загребі в 1992 році, того ж року було засновано посольство Хорватії в Берні. 1995 року Хорватія також відкрила генеральне консульство в Цюриху.
У 2017 році на Хорватію поширилася дія Угоди про вільне пересування осіб між Швейцарією та ЄС. Угода передбачає поетапне відкриття швейцарського ринку праці для громадян Хорватії. Федеральна рада застосувала у 2023 та ще раз у 2024 році захисне застереження, що засвідчує наявність квоти на кількість дозволів, доступних громадянам Хорватії, які бажають розпочати оплачувану роботу у Швейцарії. Повна свобода пересування для громадян Хорватії набуває чинності у 2025 році на пробній основі. 10-річне перехідне положення для Хорватії застосовується до 31 грудня 2026 року. Працівники з Хорватії будуть розглядатися так само, як і інші громадяни держав ЄС/ЄАВТ.
У 2019 році тодішній президент Улі Маурер зустрівся в Загребі з президенткою Хорватії Коліндою Грабар-Кітарович. 2022 року президент Хорватії Зоран Міланович відвідав Берн, зустрівшись з Іньяціо Кассісом, який на той час обіймав посаду президента Швейцарії.

## Економічно-фінансове співробітництво
Хоча Хорватія є одним із ключових торговельних партнерів Швейцарії у Південно-Східній Європі, обсяг торгівлі залишається відносно обмеженим. Проте двостороння торгівля постійно зростає. У 2023 році вона досягла 687 млн швейцарських франків: 352 млн швейцарських франків швейцарського експорту в Хорватію та 335 млн швейцарських франків імпорту з Хорватії. Ріст експорту в Хорватію випередив зростання імпорту товарів у Швейцарію. Остання експортує переважно фармацевтичну продукцію та машинне обладнання, а імпортує здебільшого металеві вироби, машинне обладнання та сільськогосподарську і лісову продукцію.
Швейцарія інвестує в Хорватію в рамках другого швейцарського внеску обраним державам-членам ЄС задля економічного та соціального вирівнювання в окремих країнах Євросоюзу. Другий швейцарський внесок Хорватії становить 45,7 млн швейцарських франків. Згідно з рамковою угодою, підписаною між Швейцарією та Хорватією у 2022 році, ця сума буде доступна до кінця 2029 року для програм у сфері наукових досліджень та інновацій, управління водними ресурсами та очищення стічних вод, паліативної допомоги та громадянської активності.
Хорватія також була країною-бенефіціаром першого внеску в рамках розширення, завдяки чому до грудня 2024 року профінансували 12 проєктів на суму 42,7 млн швейцарських франків. Ці проєкти безпосередньо впливають на місцевий рівень життя у площині управління водними ресурсами та очищення стічних вод, охорони здоров'я та безпеки, соціально-економічного розвитку, а також інновацій та досліджень.

## Гуманітарна співпраця
Другий швейцарський внесок привів до посилення співпраці з Хорватією в галузі досліджень. Частиною внеску є багатостороння ініціатива (MAPS: Багатосторонні академічні проєкти), що підтримує науково-дослідні проєкти між дослідниками зі Швейцарії, Хорватії та чотирьох інших держав-членів ЄС.
Дослідники та митці, які є громадянами Хорватії, можуть подати заявку до Державного секретаріату з питань освіти, досліджень та інновацій (SERI) на отримання стипендій швейцарського уряду за досягнення.
Як посольство Швейцарії в Загребі, так і Pro Helvetia (Швейцарська рада з питань мистецтва) активно просувають присутність Швейцарії на культурній сцені Хорватії. Також зростають прямі обміни між швейцарськими митцями та хорватськими організаторами заходів.

## Національні меншини
Згідно з офіційними даними швейцарського бюро статистики за листопад 2020 року, у Швейцарії проживало приблизно 28 966 громадян Хорватії. Оскільки це число стосується лише осіб, які мають хорватське громадянство, вважається, що у Швейцарії проживає близько 80 000 хорватів. Їхня офіційна кількість зменшується в результаті натуралізації (отримання швейцарського громадянства). Водночас, у Хорватії на кінець 2023 року проживало 1750 громадян Швейцарії.